# Khalid Muneer
Khalid Muneer Ali Abu Bakr Mazeed (Doha, 24 febbraio 1998) è un calciatore qatariota, centrocampista dell'Al-Wakrah e della Nazionale qatariota.

## Statistiche

### Presenze e reti nei club
| Stagione         | Squadra          | Campionato       | Campionato | Campionato | Coppe nazionali | Coppe nazionali | Coppe nazionali | Coppe continentali | Coppe continentali | Coppe continentali | Altre coppe | Altre coppe | Altre coppe | Totale | Totale |
| Stagione         | Squadra          | Comp             | Pres       | Reti       | Comp            | Pres            | Reti            | Comp               | Pres               | Reti               | Comp        | Pres        | Reti        | Pres   | Reti   |
| ---------------- | ---------------- | ---------------- | ---------- | ---------- | --------------- | --------------- | --------------- | ------------------ | ------------------ | ------------------ | ----------- | ----------- | ----------- | ------ | ------ |
| 2017-gen.2018    | Atlético Astorga | TD               | 4          | 0          | -               | -               | -               | -                  | -                  | -                  | -           | -           | -           | 4      | 0      |
| gen.-lug.2018    | Júpiter Leonés   | PDR              | 10         | 1          | -               | -               | -               | -                  | -                  | -                  | -           | -           | -           | 10     | 1      |
| 2018-2019        | Al-Duhail        | QSL              | 0          | 0          | EQC             | 0               | 0               | ACL                | 1                  | 1                  | -           | -           | -           | 1      | 1      |
| 2019-2020        | Al-Wakrah        | QSL              | 20         | 3          | EQC             | 0               | 0               | -                  | -                  | -                  | -           | -           | -           | 20     | 3      |
| 2020-2021        | Al-Wakrah        | QSL              | 8          | 3          | EQC             | 0               | 0               | -                  | -                  | -                  | -           | -           | -           | 8      | 3      |
| 2021-2022        | Al-Wakrah        | QSL              | 19         | 2          | EQC             | 3               | 0               | -                  | -                  | -                  | QSC         | 1           | 0           | 22     | 2      |
| 2022-2023        | Al-Wakrah        | QSL              | 14         | 2          | EQC+CQ          | 1+1             | 0               | -                  | -                  | -                  | -           | -           | -           | 16     | 2      |
| Totale Al-Wakrah | Totale Al-Wakrah | Totale Al-Wakrah | 61         | 10         |                 | 5               | 0               |                    | -                  | -                  |             | 1           | 0           | 67     | 10     |
| Totale carriera  | Totale carriera  | Totale carriera  | 75         | 11         |                 | 5               | 0               |                    | 1                  | 1                  |             | 1           | 0           | 82     | 12     |

### Cronologia presenze in nazionale
| Cronologia completa delle presenze e delle reti in nazionale ― Qatar | Cronologia completa delle presenze e delle reti in nazionale ― Qatar | Cronologia completa delle presenze e delle reti in nazionale ― Qatar | Cronologia completa delle presenze e delle reti in nazionale ― Qatar | Cronologia completa delle presenze e delle reti in nazionale ― Qatar | Cronologia completa delle presenze e delle reti in nazionale ― Qatar | Cronologia completa delle presenze e delle reti in nazionale ― Qatar | Cronologia completa delle presenze e delle reti in nazionale ― Qatar |
| Data                                                                 | Città                                                                | In casa                                                              | Risultato                                                            | Ospiti                                                               | Competizione                                                         | Reti                                                                 | Note                                                                 |
| -------------------------------------------------------------------- | -------------------------------------------------------------------- | -------------------------------------------------------------------- | -------------------------------------------------------------------- | -------------------------------------------------------------------- | -------------------------------------------------------------------- | -------------------------------------------------------------------- | -------------------------------------------------------------------- |
| 6-12-2021                                                            | Al Khawr                                                             | Qatar                                                                | 3 – 0                                                                | Iraq                                                                 | Coppa Araba 2021 - 1º turno                                          | -                                                                    | 60’                                                                  |
| 29-3-2022                                                            | Ar Rayyan                                                            | Qatar                                                                | 0 – 0                                                                | Slovenia                                                             | Amichevole                                                           | -                                                                    | 87’                                                                  |
| 26-8-2022                                                            | Wiener Neustadt                                                      | Qatar                                                                | 1 – 1                                                                | Giamaica                                                             | Amichevole                                                           | 1                                                                    | 71’                                                                  |
| 7-1-2023                                                             | Basra                                                                | Kuwait                                                               | 0 – 2                                                                | Qatar                                                                | Coppa delle nazioni del Golfo 2023 - 1º turno                        | -                                                                    | 85’                                                                  |
| 10-1-2023                                                            | Basra                                                                | Qatar                                                                | 1 – 2                                                                | Bahrein                                                              | Coppa delle nazioni del Golfo 2023 - 1º turno                        | -                                                                    | 79’                                                                  |
| 13-1-2023                                                            | Basra                                                                | Qatar                                                                | 1 – 1                                                                | Emirati Arabi Uniti                                                  | Coppa delle nazioni del Golfo 2023 - 1º turno                        | -                                                                    | 59’                                                                  |
| 16-1-2023                                                            | Basra                                                                | Iraq                                                                 | 2 – 1                                                                | Qatar                                                                | Coppa delle nazioni del Golfo 2023 - Semifinale                      | -                                                                    | 62’                                                                  |
| 8-7-2023                                                             | Arlington                                                            | Panama                                                               | 4 – 0                                                                | Qatar                                                                | Gold Cup 2023 - Quarti di finale                                     | -                                                                    | 82’                                                                  |
| 31-12-2023                                                           | Doha                                                                 | Qatar                                                                | 3 – 0                                                                | Cambogia                                                             | Amichevole                                                           | -                                                                    | 46’                                                                  |
| 22-1-2024                                                            | Doha                                                                 | Qatar                                                                | 1 – 0                                                                | Cina                                                                 | Coppa d'Asia 2023 - 1º turno                                         | -                                                                    | 80’                                                                  |
| 3-2-2024                                                             | Al Khawr                                                             | Qatar                                                                | 1 – 1 dts (3 - 2 dtr)                                                | Uzbekistan                                                           | Coppa d'Asia 2023 - Quarti di finale                                 | -                                                                    | 53’ 89’                                                              |
| Totale                                                               |                                                                      | Presenze                                                             | 11                                                                   |                                                                      | Reti                                                                 | 1                                                                    |                                                                      |

## Palmarès

### Competizioni nazionali
- Coppa dell'Emiro del Qatar: 1

Al-Duhail: 2019

### Nazionale
- Coppa d'Asia: 1

Qatar 2023